# Turtur
Genre
Turtur est un genre  comprenant 5 espèces de Tourtelettes, oiseaux de la famille des Columbidae.

## Liste des espèces
D'après la classification de référence (version 2.2, 2009) du Congrès ornithologique international (ordre phylogénique) :
- Turtur chalcospilos – Tourtelette émeraudine
- Turtur abyssinicus – Tourtelette d'Abyssinie
- Turtur afer – Tourtelette améthystine
- Turtur tympanistria – Tourtelette tambourette
- Turtur brehmeri – Tourtelette demoiselle